# Помаци в България
Помаците, известни в България и като българи мохамедани, са население, чийто майчин език е българският и чиято религия е ислямът.

## Разпределение
В България българоговорещите мюсюлмани живеят предимно в Родопите – в Област Смолян, Област Кърджали, област Пазарджик и Област Благоевград.
В Област Бургас помаци има в Община Руен – село Скалак и село Череша, в Община Сунгурларе – село Босилково и село Манолич. В Община Айтос представители на помаците има в село Тополица, където те съставляват по-голямата част от населението и съжителстват с турци и българи-християни. Всички те са преселници от община Смолян, Златоград, Мадан и Рудозем. В област Хасково, като в самия град Хасково има два помашки квартала. Преобладаващ брой помаци има и в селата от община Хасково – Малево, Криво поле, Мандра, Корен. Всички те са преселници от област Смолян (община Баните, община Чепеларе, община Рудозем, както и от кърджалийското село Аврен. Значителен брой помаци има и в община Казанлък главно в селата – Копринка, Долно Изворово, Хаджи Димитрово и др., отново преселници от смолянската община Баните. Преселници има и в други райони на България, като сред тях има и интернирани още от 1949 година. Такива са например българите мюсюлмани (българо-мохамеданите) от Община Златарица, област Велико Търново. В по-голямата си степен преселването започва от 1954 година и продължава оттогава.
Група български мюсюлмани живеят в Ловешко и Великотърновско и представляват компактно население в селата Галата, Градежница, Глогово, Бабинци, Калайджии, Резач и Шивачево. В селата Кирчево, Български извор, Торос и Горско Ново село те са мнозинство. В Борима, Румянцево, Добревци, Кнежа и Бяла Слатина също живеят помаци. Има ги и в отделни села в района. Една част от тях са интернирани от Родопите през 1949 г., а други са местни жители. Помаци има и в град Сливо поле област Русе.

## История
Българите изповядващи исляма многократно са били подлагани на опити за насилствено асимилиране в българската нация от властите в България – покръствания, смяна на имена, принудителни преселвания. Същевременно сред тях има личности и групи, които са се стремели към по-голяма социална, културна, национална и дори религиозна интеграция.
Първото масово покръстване се провежда през 1881 година от ловешкия епископ Натанаил Охридски, който изпратил мисионери да покръстят помаците в подведомствената му епархия, а правителството отпуснало специални поощрителни средства за целта. Две години по-късно сред помаците започнали да развиват дейност и протестантите-евангелисти, а по същото време в Предбалкана пристигнали суфии изпратени от Истанбул. Набедени, че съдействат на помаците да емигрират, те били екстрадирани, за да не пречат на започналия процес на християнизация. В това отношение активна роля играели местните власти, църквата и училищният инспекторат. Приемането на християнството било предимно заради, упражняваното насилие, постоянният натиск и налаганата икономическа принуда. В началото правителството приело акта на покръстването с голямо удовлетворение и отпускало финансови средства. Но на заседанието си от 1 септември 1881 г. Министерският съвет приел решение да не се дават никакви парични помощи на частни лица помаци.
Второто масово насилствено покръстване се провежда в разгара на Балканската война през 1912 – 1913 година и обхваща 150 – 200 хиляди помаци в Неврокопско, Драмско и Ксантийско. Особено големи жестокости са извършени в селата Жижево, Црънча, Бръщен, Триград, Мугла и Тъмръш. Същите и други населени места впоследствие са заселени от избягали помаци от районите на днешна Северна Гърция от селата Тисово, Почен, Борен, Шурдилово, Манастир и други повече над 100 села, прогонени от гръцките власти през тези периоди които намират убежище в Турция и в България. Правителството на Васил Радославов обаче, с цел да спечели гласовете на мюсюлманите и да си обезпечи мнозинство в Народното събрание с оглед присъединяването на България към Централните сили по време на Първата световна война разрешава и позволява обратния процес за възстановяване на ислямската и етническата им принадлежност и самоопределяне.
През 1917 година отново са проведени масови репресии над помаците от Гюмюрджинско, Драмско и Неврокопско. Населението е принудено да работи ангария, имуществото му е ограбено, жителите са отвличани, убивани и изнасилвани. Имотите и добитъкът са конфискувани. През тази година и период са предприети едни от най-масовите гонения и изселвания от тогавашните български власти на местното помашко население от тези територии към Турция. След подадени жалби и сигнали от пострадали жители от българските територии до Правителството и Народното събрание на България, репресиите на българските власти са преустановени, при което след Първата световна война част от помаците в пограничните територии и селата от Гърция поради гоненията от гръцките власти и от българските чети на ВТРО, навлезли на гръцка територия, започнали да се заселват в запустялите и опожарени села по южната граница в България. Голяма част от сегашното население на тези български села са бежанци или наследници на бежанците от заличените впоследствие села, находящи се понастоящем в северната част на Гърция. След окончателното поставяне на телените заграждения по границата, продължаващата тиха асимилация и натиск на властите, в знак на привързаност и носталгия по родните места, голяма част от бежанците в България се именували и приели фамилни имена на родното си място от което са прогонени, като Поченски, Тисовски, Буренски, Манастирски, Църънски, Драмски, Кавалски, Шурдилови и други подобни, до окончателната им промяна на фамилиите според съвременната именна българска система през следващите възродителни процеси.
Ново засилване на асимилационния натиск започва през 30-те години, като основна роля в него играе подкрепяната от правителството организация Дружба „Родина“. Кампанията включва инициативи за замяна на мюсюлманските имена с български, замяна на традиционното облекло, въвеждане на богослужение на български. Отделни хора и семейства преминават към християнството, но до насилствено покръстване не се прибягва, тъй като управляващите се страхували да не се получи същия ефект (въстание) като при покръстването от 1912 – 1913 година.
Непосредствено след Деветосептемврийския преврат от 1944 година утвърждаващият се тоталитарен комунистически режим се опитва да привлече на своя страна помаците, като осъжда дейността на Дружба „Родина“, обявена за фашистка и шовинистична организация. В същото време режимът не смята етническите малцинства за напълно лоялни и от 1948 година е предприето частично изселване на помаци от граничните райони към вътрешността на страната. Сред причините за това са и активно действащите помашки горянски чети, базирани в Гърция.
В периода след 1953 година властите започват кампания срещу ролята на мюсюлманската религия сред българските помаци. Тя започва с т.нар. паспортизация, която изисква жените да бъдат снимани с открити лица и продължава с редица други мерки срещу религията. Протести предизвиква и вписването в паспортите на народност „българи мохамедани“, като на много места хората предпочитат да се определят като турци. С решението на Политбюро на ЦК на БКП от 17 ноември 1956 г. се предвиждат мерки за „народностното осъзнаване на българите с мюсюлманско вероизповедание“, като се акцентира на доброволността и на необходимостта от постигане на идейна убеденост. През този период се провежда кампания по „разфереджаване“, която се засилва особено след 1959 г. и на някои места (Барутин, Аламовци, Доспат, Туховища и други) е насилствена. В края на 50-те и началото на 60-те години се засилват процесите на смяна на арабско-мюсюлманските имена на българите мюсюлмани с български християнски имена. Тя е предимно доброволна и обхваща главно местния елит и номенклатура, партийни членове, членове на казионни организации.
Предшествайки т.нар. Възродителен процес, още през 60-те години режимът започва да прави опити за масова смяна на мюсюлманските имена на помаците. През март 1964 година е организирана местна кампания в Благоевградски окръг, която е прекратена след масов бунт в Рибново. След поредица подготвителни мерки, властите пристъпват към организирано преименуване на помаците през лятото на 1970 година, първоначално в Смолянско, а след това и в останалите части на Родопите (1971 – 1972), Пирин (1973) и вътрешността на страната (1973 – 1975). Кампанията среща съпротива, която е преодоляна с масови насилия, включително арести, побои и убийства. Много помаци, вместо да приемат нови имена, емигрират в Турция.
През 1989 г. се провежда кампания за насилствено премахване на традиционните носии на помаците в Тетевенско.
След 1989 г. в Източните Родопи започва процес на покръстване на немалко българи мюсюлмани. Роля в този процес има отец Боян Саръев, който е бивш мюсюлманин и полицай, приел християнството и станал свещеник.
Първоначално Боян Саръев започнал да посещава по време на литургии църквата „Св. Георги Победоносец“ в Кърджали. Там той се запознал с някой си Никола Ламбев, от който вземал християнска литература. След като изучил основните обреди, облякъл расото и с тамошния отец Иван Бонев започнали заедно да отслужват литургиите. По същото време покръстил двете си деца, а заедно с това сключил църковен брак и със съпругата си. През 1989 г. Христофор Събев, водач на Християнския съюз „Спасение“ участващ в коалицията СДС, посетил Боян Саръев в църквата, където служел, и там те се запознали. Малко след което в медийното, а не след дълго и в интернет пространството той получил популярност.
Втората среща между Хр. Събев и Боян Саръев се състояла на 10 ноември 1989 г. в София, където му се възложило задача свързана с помаците в Родопите, които той трябвало да призовава към „своите корени“. На 18 април 1990 се състояла среща между Боян Саръев, негови съмишленици и Иван Караджов, на която среща се взело решение да се създаде дружество „Св Йоан Претеча“. На 27 май 1990 г. бил обявен за дякон, а по-късно и за отец в Пловдивската епархия, а също бил назначен и за свещеник в църквата „Успение Пресвета Богородица“ в кържалийския квартал Гледка. След което Б. Саръев започнал да твърди, че християнизирането на помаците ще е лично негова религиозна мисия, като районът в който започнал да работи бил Източните Родопи.
В подкрепа на дейността му се отзовали многобройни фондации и не правителствени организации. Наравно с това били изградени и няколко параклиса в чисто помашки села, като в с. Бабинци, Ловешко чрез финасирането на помака Алексей Петров, в с. Кожаре, Доспатско от движение „Гергьовден“ и специално от интелектуалеца на движението Любен Дилов-син, който лично се е ангажирал да помогне за набирането на средствата и пр. Раздават се Библии и друга християнска литература в библиотеките и училищата на чисто помашките села.

## Идентичност
Българите мюсюлмани не представляват хомогенна общност в България и нямат единно самосъзнание. Една малка част от тези, които живеят в Централните Родопи, са предимно нерелигиозни и имат български християнски имена в резултат от последиците на Възродителния процес. Много малка част от тях приемат християнството след 1990 г. Голямата част от българите мюсюлмани в Централните Родопи се самоопределят като „българи“ като етнос и „мюсюлмани“ по вероизповедание, а друга част като помаци.
Онези, които са в Пиринско и Югозападните Родопи – Разложко, Гоцеделчевско и Чеча – са предимно вярващи и практикуващи мюсюлмани и са запазили турско-арабски имена, облекло и обичаи. Част от тях изявяват турско съзнание на преброяването от 2001 г., макар и да посочват като майчин език българския.
Българоговорещите мюсюлмани в Ловешко се самоопределят като „помаци“, турци или като българи.

## Демографски процеси
Общият брой на мюсюлманите в България, които са се определили като българи при преброяването от 2001 година е 131 531 Съдейки по това, може да се отбележи, че по официални данни броят на помаците в България е 131 531 души, реално погледнато обаче броят им е много по-голям. Официалните данни показват броя само на онези помаци, идентифициращи себе си като българи. В това число не влизат голяма част от помаците на Чеча, Пиринско, Якоруда, Белица, Ловешко както и други места, където те се идентифицират най-често в графа турци или други.

## Език
Помаците не говорят единен диалект, а използват различни локални говори, вариращи според района на местоживеене. Тези диалекти в България са в процес на уеднаквяване със стандартния български, под влияние на медиите и образованието. В Гърция и Турция, говорените от помаците диалекти за да не се признае че са български се обозначават, като „Помашки език“.